# Ibelin (castello)
Il castello di Ibelin, situato nei pressi dell'antica città di Jabneh (ribattezzata dai Romani Iamnia, oggi Yavne), faceva parte del regno crociato di Gerusalemme e diede il suo nome a una delle famiglie più influenti in Terrasanta, appunto gli Ibelin. 
L'insediamento di Ibelin venne utilizzato sin dall'antichità. 

Lo stemma della casata degli Ibelin

Folco di Gerusalemme durante le crociate vi edificò il castello nel 1141 come crocevia tra Giaffa ed Ascalona, facendolo entrare nella linea di fortezze che andava da Montgisard e la fortezza di Ramla. 
Al tempo della sua costruzione Ascalona era ancora un possedimento dei fatimidi d'Egitto e costantemente gli eserciti egiziani partivano dalla città per assalire i regni crociati. Il castello di Ibelin venne costruito proprio con lo scopo di arrestare e contenere questi continui attacchi. Il castello originale venne costruito con quattro torrioni.
Nel 1141 Barisano ricevette da re Folco di Gerusalemme la fortezza di Ibelin come ricompensa per la sua lealtà durante la rivolta del suo vassallo Ugo II di Le Puiset, conte di Giaffa, nel 1134. Ibelin era parte della Contea di Giaffa ma venne annessa al territorio del Regno di Gerusalemme a seguito del fallimento della rivolta di Ugo II.

## Lista dei signori di Ibelin
- 1141-1151: Barisano di Ibelin o "Baliano il Vecchio" (... - 1150)
- 1151-1170: Ugo di Ibelin (1150 - 1170), primogenito di Baliano il Vecchio
- 1170 : Baldovino di Ibelin, secondogenito di Baliano il Vecchio
- 1170-1187: Baliano di Ibelin o "Baliano il Giovane" (1170 - 1193), terzogenito di Baliano il Vecchio

- 1229-1236: Giovanni di Ibelin (1193 - 1236), figlio di Baliano il Giovane, signore di Beirut
- 1236-1247: Baliano II di Ibelin (... - 1247), figlio di Giovanni di Ibelin, signore di Beirut
- 1247-1277: Baliano III di Ibelin (1239-1277), signore di Arsur
- 1277-1302: Baliano IV di Ibelin (1240-1302), siniscalco di Cipro
- 1302-1315: Baliano V di Ibelin (... - 1315), principe di Galilea